# Stora Slågarps kyrka
Stora Slågarps kyrka är en kyrkobyggnad i Stora Slågarp på Söderslätt i Skåne. Den tillhör Anderslövs församling i Lunds stift.

## Kyrkobyggnaden
Stora Slågarps kyrka är en romansk absidkyrka av sten och tegel som härstammar från 1100-talet. Vid slutet av medeltiden förlängdes kyrkan och fick tak med korsvalv. I koret finns medeltida kalkmålningar i taket. Det spetsiga tornet tillkom 1883. Före tornbygget hade kyrkklockorna sin plats i en klockstapel belägen söder om kyrkan.

## Interiör
- En dopfunt i sandsten från 1100-talet.
- Dopfatet i mässing är från början av 1600-talet.
- Predikstolen från 1776 fanns tidigare i Lilla Slågarps kyrka. Den är rokokoinspirerad och har den originella formen som en spiralräfflad kalk.
- Triptyk  från 1872. De tre fälten pryds av kopierade gestalter av Bertel Thorvaldsens statyer.

### Orgel
- 1884 byggde Salomon Molander & Co, Göteborg en orgel med 5 stämmor.
- Den nuvarande orgeln byggdes 1980 av A. Mårtenssons Orgelfabrik AB, Lund och är en mekanisk orgel.

| Manual       | Pedal      | Koppel  |
| Rörflöjt 8´  | Subbas 16´ | Man/Ped |
| Principal 4' |            |         |
| Waldflöjt 2' |            |         |
| Nasat 1 1/3' |            |         |